# RadioShack

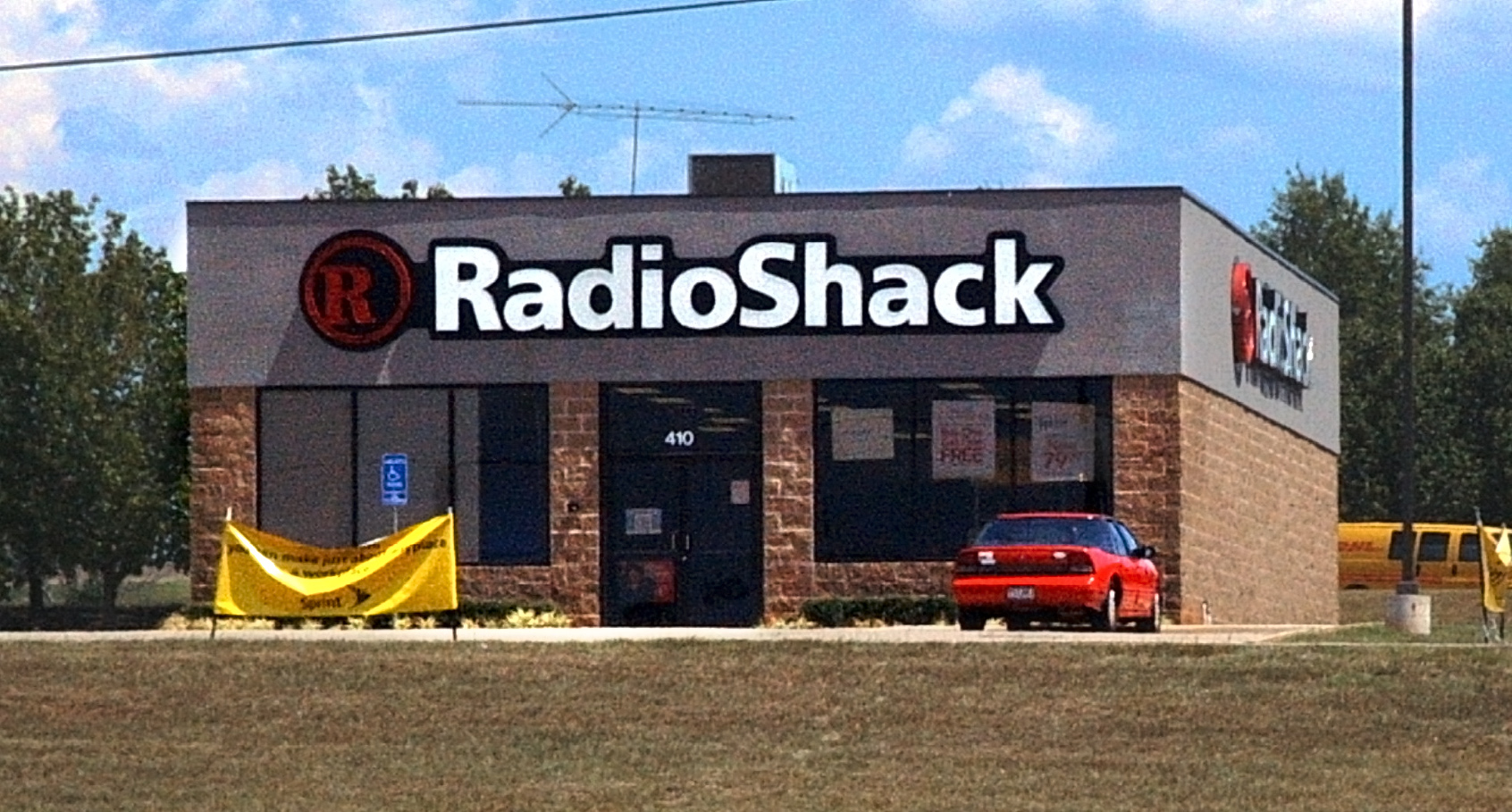
RadioShack-Filiale

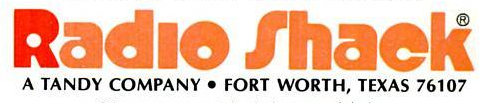
Logo von RadioShack 1977

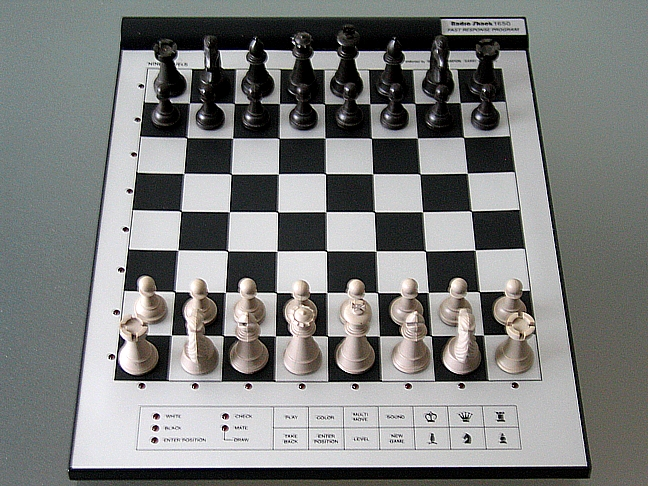
Schachcomputer Tandy RadioShack 1650

RadioShack Corporation (früher: Tandy Corporation) ist eine Unternehmensgruppe mit Sitz in Fort Worth, Texas, die in den Vereinigten Staaten eine Geschäftskette für Elektronikprodukte führt. Das Sortiment richtet sich vor allem an technisch interessierte Personen und Elektronikbastler. Um die Jahrtausendwende unterhielt die Gruppe auch einige Filialen in Südamerika und Europa, vor allem in Großbritannien. Das Unternehmen ist im Aktienindex S&P 500 gelistet.
2007 gab es 7000 Filialen in den USA und das Unternehmen meldete 4,3 Milliarden US-Dollar Umsatz. Anfang 2015 ging der Konzern nach elf aufeinanderfolgenden Quartalsverlustmeldungen in die Insolvenz. Unter der Marke wird heute noch ein Onlinehandel betrieben.

## Unternehmensgeschichte
Das Unternehmen begann unter dem Namen RadioShack (engl.: shack = „Hütte, Schuppen“) im Jahre 1921 in Boston, Massachusetts, wo die Brüder Theodore und Milton Deutschmann in ihrem Geschäft Geräte für Radio- und Funkamateure anboten. Anfang der 1940er-Jahre wurde der erste  Bestellkatalog herausgegeben; damit begann das Unternehmen auch mit dem Versandgeschäft, das eine der wichtigsten Triebfedern für das Unternehmen wurde.
Ab 1954 begann RadioShack, Elektronikprodukte unter eigenem Markennamen zu verkaufen. Nachdem das Unternehmen in den 1960er-Jahren in eine wirtschaftliche Krise geraten war, wurde es 1963 von der Tandy Corporation, die ursprünglich mit Lederwaren gehandelt hatte, aufgekauft und die Firma wurde in „Tandy Radio Shack“ umbenannt.
RadioShack führte 1977 einen der ersten Heimcomputer ein, den TRS-80. Dieses Produkt wurde in den 1980er-Jahren eines der erfolgreichsten Produkte von RadioShack.
Etwa gleichzeitig wurde in Europa die Filialkette Tandy mit einigen hundert Filialen eröffnet. Ab 1985 wurden alle deutschen Filialen wieder geschlossen.
Im Mai 2000 ließ das Unternehmen das „Tandy“ aus dem Firmennamen entfernen und nannte sich wieder nur RadioShack; gleichzeitig wurde auch das Logo modernisiert. In den folgenden Jahren vollzog sich ein Sortimentwandel, weg von Elektronik und Do it yourself und hin zum Mobilfunk.
Das Unternehmen war Hauptsponsor des Radsportteams Team RadioShack, das im Sommer 2009 um den ehemaligen Tour-de-France-Gewinner Lance Armstrong gegründet wurde und zum Saisonbeginn 2012 mit dem luxemburgischen Team Leopard Trek zum Team RadioShack-Nissan fusionierte.
Nach 2010 suchte man wenig erfolgreich mit Arduino und -Zubehör den Weg zurück zum Do-it-yourself-Kunden.
Am 5. Februar 2015 meldete RadioShack Insolvenz nach Chapter 11 an. Gleichzeitig wurden im Zuge eines Restrukturierungskonzepts zwischen 1500 und 2400 Filialen in den USA an eine Tochterfirma des New Yorker Hedgefonds Standard General verkauft. Mehr als 1700 der Filialen wurden fortan in Lizenz vom Mobilfunkunternehmen Sprint Corporation weiterbetrieben.